# خط الإجازة

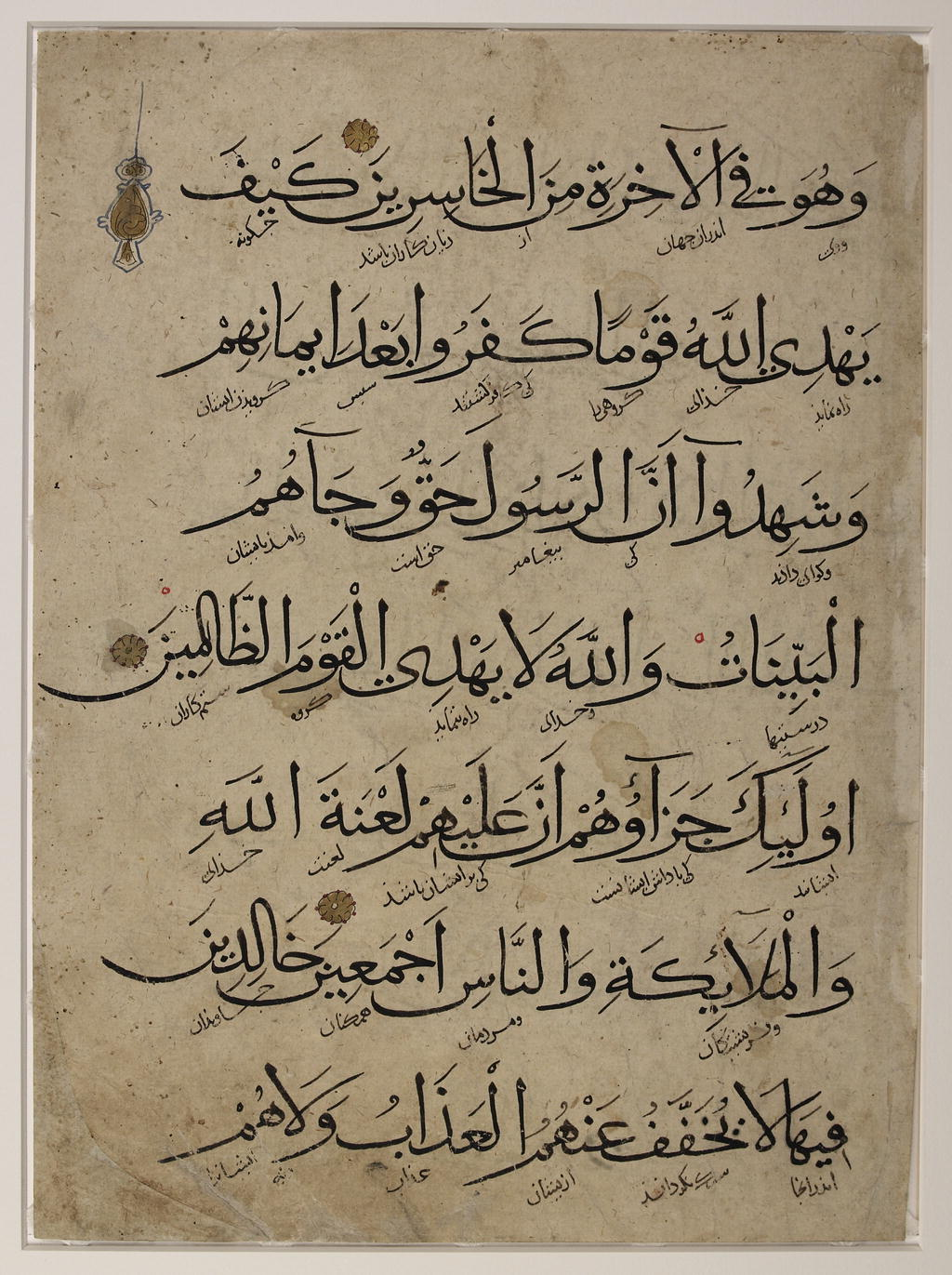
صفحة من مصحف (الآيات 85-88 من سورة آل عمران) مكتوبة بخط الإجازة (الترجمات الفارسية بخط النسخ الفارسي)

خط الإجازة من أنواع الخطوط العربية، ويسمى أيضًا خط التوقيع. سمي خط الإجازة بهذا الاسم لأنه كان يستخدم في كتابة الإجازات الخطية، والإجازة هي بمعنى شهادة مثل الشهادات الدراسية التي تفيد بأن طالبا ما قد أنهى دراسته وحصل على درجة علمية معينة في تخصص ما وأنه مجاز في مجاله. كما سمي بخط التوقيع نسبة إلى توقيع المجيز أي الذي يمنح الإجازة.

## تاريخه
ظهر هذا الخط في بغداد في عهد الخليفة العباسي المأمون، إذ وضع أساسه يوسف الشجري، وأُطلق عليه اسم الخط الرياسي (لأنه استخدمه بكثرة الفضل بن سهل، وزير الخليفة العباسي المأمون، المُلقّب بذي الرياستين)، ثم تطوّر في عهد الدولة العثمانية، إذ طوّره الخطاط مير علي التبريزي. وانتشر انتشارا واسعا خلال هذه الحقبة وما بعدها.

## خصائصه
ويتميز بأنه مزيج من نوعين رئيسيين من الخطوط العربية هما خط الثلث وخط النسخ، أي أنه يحمل سمات هذين الخطين معا. وعدة خصائص فنية ترجع إليهما. فمثلا نجده يأخذ من الثلث تنوع وتعدد أشكال الحرف في نفس الموقع أو المقطع وكذلك نلاحظ طواعية حروفه - مثل الثلث - مما يجعله مُهيأ تماما لعملية التركيب الخطي. وما يأخذه عن النسخ هو ما نلاحظه من صغر أحجام حروفه، مما يجعله قابلا للكتابات متعددة الأسطر «كالإجازات الخطية أو بعض الآيات القرآنية» وهذا قد يكون سببا في سهولة قراءته وما يتبعه من إعطاء راحة لعين القارئ. أما عن كتابته فنجد أنه من الممكن أن يتصرف الخطاطون في تفاصيل بسيطة من تفاصيله مما يجعلنا نرى أكثر من شكل لنفس الجملة بنفس نوع الخط «الإجازة» لأكثر من خطاط. الجدير بالذكر أيضًا أن في خط الإجازة تكون الحروف التي تكتب فوق السطر تأخذ قاعدة وموازين ونسب خط النسخ.... بينما الحروف التي تنزل من على السطر تأخذ قاعدة وموازين خط الثلث إلا أن هذه القاعدة قد تحدث فيها بعض الاختلافات والتصرف من الخطاطين كلا حسب ما يراه وحسب الجملة المكتوبة نفسها.

## وصلات خارجية
- الخط العربي

| الحروف العربية الأصل        | الحروف العربية الأصل | الحروف العربية الأصل | الحروف العربية الأصل | الحروف العربية الأصل | الحروف العربية الأصل | الحروف العربية الأصل | الحروف العربية الأصل | الحروف العربية الأصل | الحروف العربية الأصل | الحروف العربية الأصل | الحروف العربية الأصل | الحروف العربية الأصل | الحروف العربية الأصل | الحروف العربية الأصل | الحروف العربية الأصل | الحروف العربية الأصل | الحروف العربية الأصل | الحروف العربية الأصل | الحروف العربية الأصل | الحروف العربية الأصل | الحروف العربية الأصل | الحروف العربية الأصل | الحروف العربية الأصل | الحروف العربية الأصل | الحروف العربية الأصل | الحروف العربية الأصل | الحروف العربية الأصل |
| --------------------------- | -------------------- | -------------------- | -------------------- | -------------------- | -------------------- | -------------------- | -------------------- | -------------------- | -------------------- | -------------------- | -------------------- | -------------------- | -------------------- | -------------------- | -------------------- | -------------------- | -------------------- | -------------------- | -------------------- | -------------------- | -------------------- | -------------------- | -------------------- | -------------------- | -------------------- | -------------------- | -------------------- |
| ألف                         | باء                  | تاء                  | ثاء                  | جيم                  | حاء                  | خاء                  | دال                  | ذال                  | راء                  | زاي                  | سين                  | شين                  | صاد                  | ضاد                  | طاء                  | ظاء                  | عين                  | غين                  | فاء                  | قاف                  | كاف                  | لام                  | ميم                  | نون                  | هاء                  | واو                  | ياء                  |
| تاريخ · اشتقاق · خط · تشكيل |                      |                      |                      |                      |                      |                      |                      |                      |                      |                      |                      |                      |                      |                      |                      |                      |                      |                      |                      |                      |                      |                      |                      |                      |                      |                      |                      |